# معركة أسفيلد
معركة أسفيلد دارت عام 552 بين اللومبارد والغبيدييين انتهت بنصر اللومبارد بقيادة ملكهم أودوين على ثوريزموند ابن الملك ثوريزيند.